# Eleanor Lambert
Eleanor Olive Lambert (10. srpna 1903 Crawfordsville, Indiana – 7. října 2003 New York) byla americká módní publicistka, byla průkopnicí propagace americké módy i amerických módních návrhářů. Zasloužila se o zvýšení mezinárodního významu amerického módního průmyslu a o prosazení New Yorku jako hlavního města módy Je zakladatelkou New York Fashion Week, Rady amerických módních návrhářů, Met Gala a mezinárodního seznamu nejlépe oblékaných žen.

## Profesní život
V roce 1925 se Lambert přestěhovala do New Yorku a krátce pracovala pro reklamní agenturu na Manhattanu. V polovině 30. let byla první tiskovou ředitelkou Whitney Museum of American Art a podílela se na založení Muzea moderního umění a Art Dealers Association of America. Jako vůbec první publicistka zastupovala různé umělce – fotografy, sochaře, malíře, designery i módní návrháře. Mezi umělce, které zastupovala, patřili například Salvador Dalí,Jackson Pollock, Jacob Epstein nebo Isamu Noguči.

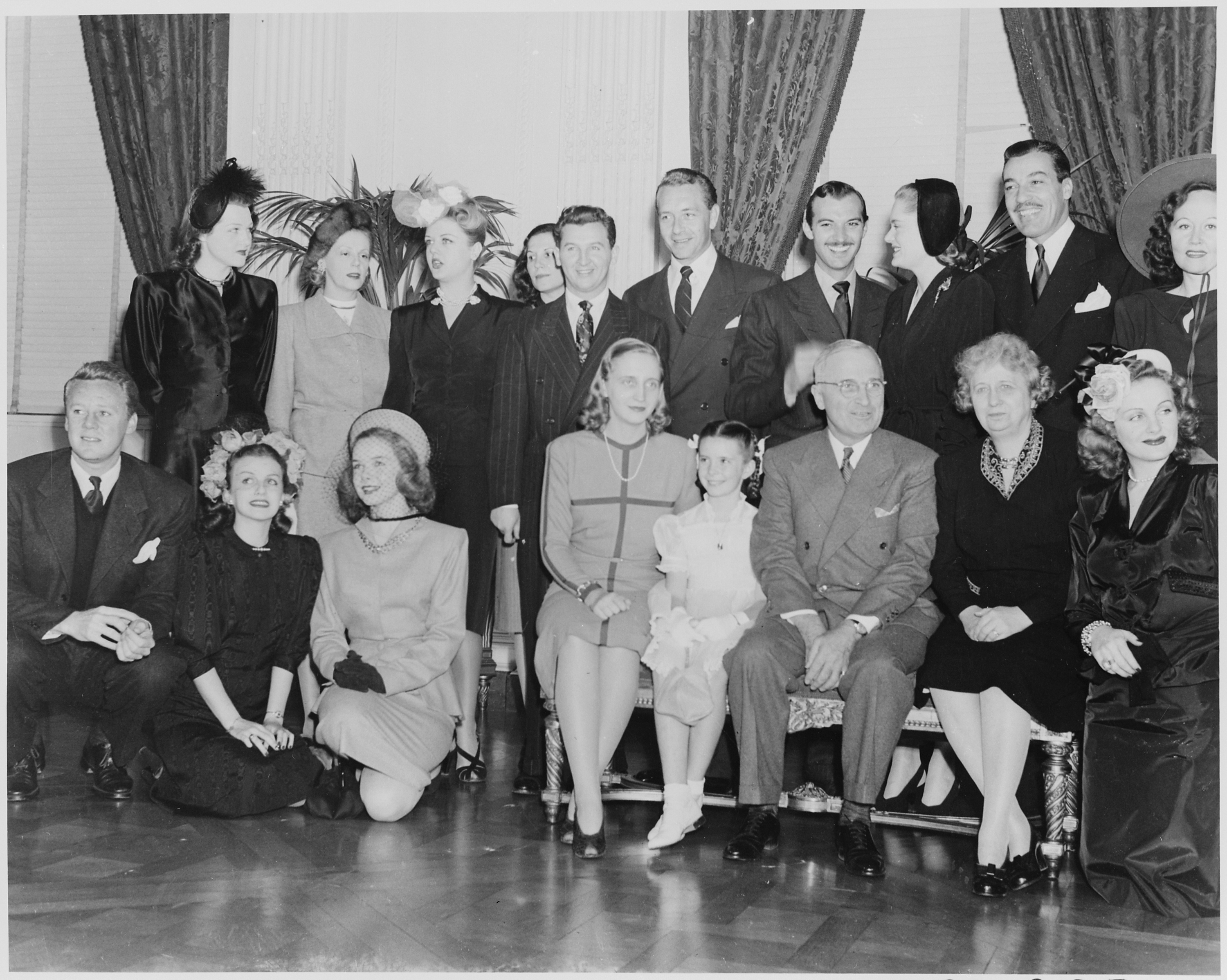
Fotografie filmových hvězd pózujících s prezidentem Harrym Trumanem a jeho rodinou v Bílém domě (Eleanor Lambert druhá zleva v zadní řadě)

Ve 40. letech 20. století Lambert založila Mezinárodní seznam nejlépe oblékaných žen, Coty Fashion Critics' Award (později cena CFDA) a New York Fashion Week. Podporovala například kariéru Billa Blasse, Oscara de la Renta, Anne Kleinové nebo Calvina Kleina. Když ji o radu požádala Jacqueline Kennedy, vyzvala budoucí první dámu, aby nosila šaty od amerických návrhářů a představila jí Halstona, který pro ni navrhl legendární inaugurační pillbox klobouk. V letech 1959 a 1967 Lambert americké ministerstvo zahraničí požádalo, aby poprvé představila americkou módu v Rusku, Německu, Itálii, Austrálii, Japonsku, Británii a Švýcarsku. Byla také mentorkou historika módy Johna A. Tiffanyho.
V roce 1965 ji prezident Lyndon Johnson jmenoval do Národní rady pro umění při Národní nadaci pro umění (National Endowment for the Arts). V roce 1962 založila Radu amerických módních návrhářů (Council of Fashion Designers of America, CFDA) a zůstala její čestnou členkou až do své smrti v roce 2003.
Největšího úspěchu dosáhla v roce 1973, kdy se rozhodla utkat s konkurencí a uspořádala módní přehlídku ve Versailleském paláci. K údivu a rozčarování francouzského módního světa pět amerických návrhářů, které představila, snadno zastínilo své francouzské rivaly.
V roce 2001 CFDA vytvořila cenu The Eleanor Lambert Award, která se uděluje za „jedinečný přínos světu módy nebo si zaslouží zvláštní uznání tohoto odvětví.“ Krátce před smrtí odkázala svůj mezinárodní seznam nejlépe oblékaných žen čtyřem redaktorům časopisu Vanity Fair. Lambert zemřela několik dní po svém posledním veřejném vystoupení na newyorském týdnu módy v září v roce 2003. Nedlouho po její smrti dokončil její vnuk Moses Berkson dokumentární film o jejím životě Eleanor – Godmother of American Fashion (Eleanor – kmotra americké módy).

## Osobní život
Lambert se narodila v presbyteriánské rodině v Crawfordsville ve státě Indiana. Otec rodinu opustil a živil se jako divadelní producent v New Yorku. Lambert navštěvovala uměleckou školu Johna Herrona v Indianapolis, kde se seznámila se svým prvním manželem Willsem Connerem. Společně odjeli do Chicaga, kde se zapsala na Umělecký institut, aby se stala sochařkou. Místo toho se ale přestěhovala do New Yorku a začala pracovat v reklamě. Začínala v reklamní agentuře na Manhattanu, kde se věnovala převážně umělcům a uměleckým galeriím.
První manželství skončilo v roce 1935 rozvodem. Podruhé se provdala v roce 1936 za žurnalistu Seymoura Berksona a měli spolu syna Billa, který se stal známým básníkem. Manžel v roce 1959 zemřel. Lambert zemřela ve věku 100 let na Manhattanu v New Yorku.

## V oblasti kultury
Eleanor Lambert se objevila v minisérii Halston společnosti Netflix z roku 2021, kde její postavu ztvárnila Kelly Bishop.